# فرشته‌ماهی گینه

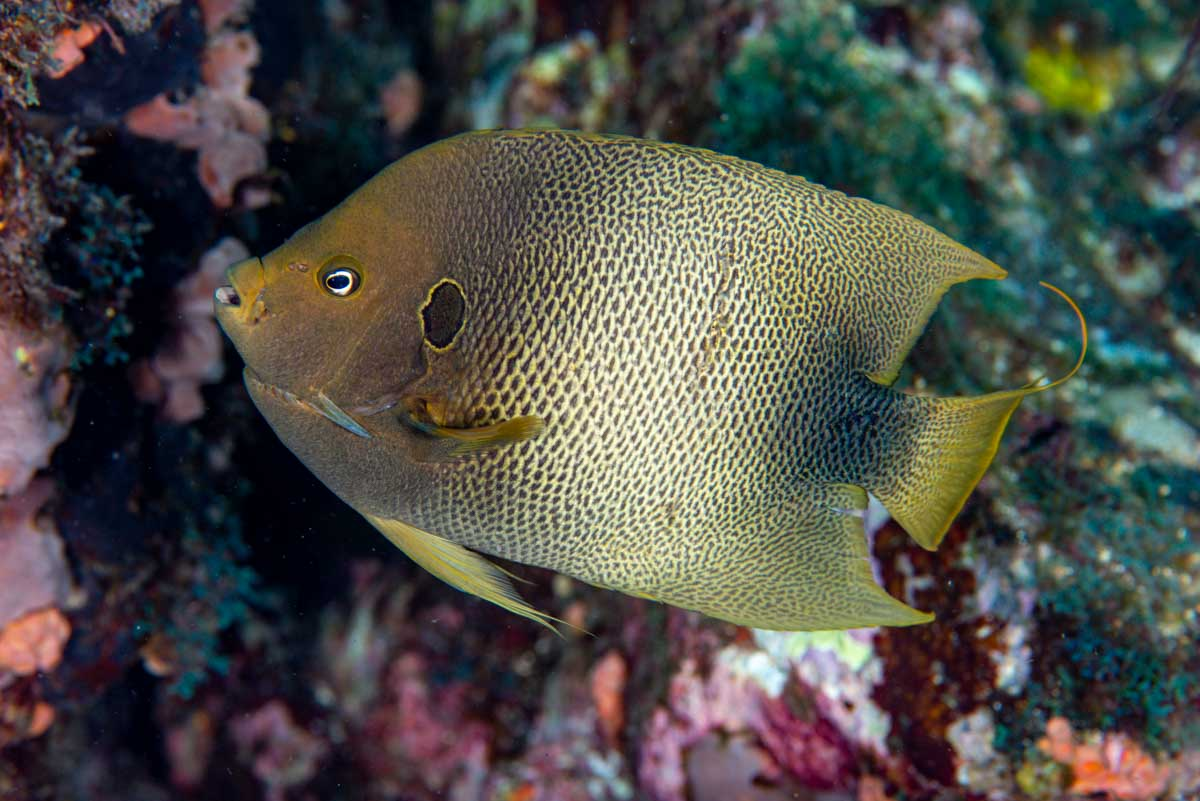
هولاکانتوس آفریقایی یا فرشته‌ماهی گینه در جزیره پرینسیپ

فرشته‌ماهی گینه (نام علمی: Holacanthus africanus) نام یک گونه از سرده فرشته‌ماهیان پرخار است. این ماهی در بخش‌های گرم‌تر شرق اقیانوس اطلس در سواحل غرب آفریقا یافت می‌شود.